# Olle Härlin
Olof (Olle) Carl Axel Härlin, född 21 juli 1922 i Söderhamns församling i Gävleborgs län, död 7 juni 2007 i Johannes församling i Stockholm, var en svensk ingenjör och militär. Han arbetade under många år med svensk ubåtsutveckling vid Marinförvaltningen och Försvarets materielverk.

## Tidig karriär
Härlin tog civilingenjörsexamen vid Kungliga Tekniska Högskolan i Stockholm 1947. Han blev mariningenjör i reserven 1947 och inledde sin tjänstgöring i marinen vid fartygsavdelningen på örlogsvarvet i Karlskrona och arbetade därefter som divisionsingenjör vid flera ubåtsdivisioner. År 1950 blev han mariningenjör av andra graden och tjänstgjorde vid Ubåtsbyrån i Marinförvaltningen 1950–1951. År 1952 blev han mariningenjör av första klassen. Han var ingenjör vid Maskinavdelningen på Kockums Mekaniska Verkstad 1951–1956 och var chef för avdelningen 1956–1960.
Han var chef för Interconsult Inc. i Illinois i USA 1960–1962. Under denna tid byggde han upp ett värdefullt nätverk. En av hans förebilder var den amiral Hyman G. Rickover, ansvarig för utvecklingen av ubåtar i USA. Intresset för teknisk forskning gjorde att Härlin efter hemkomsten till Sverige kom att bli marinens kontaktman vid Försvarets forskningsanstalt (FOA), där han deltog i många utredningar och analysgrupper, bland annat i Kommittén för ubåtssäkerhet.

## Senare karriär
År 1962 blev han marindirektör av första klassen (med tjänsteklass av kommendörkapten av första graden) och tjänstgjorde vid Projektsektionen i Ubåtsbyrån vid Marinförvaltningen 1962–1968 och 1968–1969 vid Projektsektionen i Ubåtsbyrån i Marinmaterielförvaltningen vid Försvarets materielverk (FMV). År 1969 blev han marinöverdirektör (med tjänsteklass av kommendör) och överingenjör och han var chef för Ubåtsbyrån i Marinmaterielförvaltningen vid FMV 1969–1978.
Krav på ubåtssäkerhet ledde till inrättandet av Marinens dykericentrum vid Berga örlogsbas under ledning av Ubåtsbyrån vid FMV. Vid denna tid var Sverige tillsammans med USA och Frankrike världsledande när det gäller den till ubåtssäkerheten kopplade dykeriutvecklingen. Härlin deltog i och ledde utredningar om kärnkrafts- och bränslecelldrivna ubåtar, i vilka svensk industri aktivt engagerade sig. Han initierade även många olika aktiviteter inom havsteknikens område via Styrelsen för teknisk utveckling (STU). I det sammanhanget var han bland annat initiativtagare till ett samarbetsprogram mellan FOA och STU på 1980-talet med innebörd att anpassa militär teknik för civila tillämpningar inom industrin för utvinning av olja och gas till havs. Som chef för Ubåtsbyrån och ansvarig för ubåtskonstruktionerna ”kom hans förmåga till nytänkande och hans internationella kontakter till tydliga uttryck”. Svenska konstruktionslösningar blev världsledande.
I en nekrolog beskrivs han sålunda: ”Han var en mycket engagerad ubåtstekniker och en kraftfull pådrivare av satsningar på nya idéer och han blev den sammanhållande kraften, arrangören och inspiratören för alla som verkade i det svenska ubåtsvapnet. Otaliga var de sammankomster, samkväm och ubåtsjubileer som hade honom som idérik initiativtagare. [---] Man minns Olle Härlins starka engagemang för allt och alla, som hade något med svenska ubåtar att göra.”
Olle Härlin invaldes 1966 som ledamot av Kungliga Örlogsmannasällskapet och 1971 som ledamot av Kungliga Krigsvetenskapsakademien.